# Erlenbach bei Marktheidenfeld
Erlenbach bei Marktheidenfeld (ufficialmente Erlenbach b.Marktheidenfeld) è un comune tedesco di 2 379 abitanti, situato nel circondario del Meno-Spessart nel distretto della Bassa Franconia nel land della Baviera.